# 根岸線
根岸線（ねぎしせん）は、神奈川県横浜市西区の横浜駅から磯子区の根岸駅を経て同県鎌倉市の大船駅を結ぶ、東日本旅客鉄道（JR東日本）の鉄道路線（幹線）である。駅ナンバリングで使われる路線記号はJK。
運行形態は横浜駅 - 東京駅 - 大宮駅間の京浜東北線と一体であり、合わせて京浜東北・根岸線（または京浜東北線・根岸線）と呼ばれる場合や、根岸線も含めて「京浜東北線」と記載される場合もある。

## 概要
東海道本線の横浜駅から横浜市中心部と根岸・杉田地区の根岸湾臨海部、さらにベッドタウンとして開発が進められた丘陵地帯の洋光台・港南台を結び、再び東海道本線の大船駅に至る横浜市南部の主要鉄道路線として1973年4月に全通した。
旅客輸送に関しては、東京地区の電車特定区間内（E電）の路線のひとつである。それまで沿線区域の公共交通機関として存在した横浜市電を代替し、利便性を大幅に向上させた。横浜駅から大船駅までの所要時間は約30分で、同区間を約15 - 18分で結ぶ東海道線・横須賀線のバイパス路線としての役割は小さいが、根岸線は横浜市役所の最寄駅で横浜みなとみらい21の玄関口でもある桜木町駅、神奈川県庁舎の最寄駅である関内駅を経由しており、横浜市南部や東海道線方面から横浜都心部への通勤・用務客にとっては利便性の高いルートである。
また、根岸線は当初から京浜東北線と一体となっての直通運転が行われ、横浜市南部から東京都心への通勤・通学の主要ルートとして機能している。横浜線との直通電車もあり、同沿線の横浜市北西部や東京都町田市・八王子市・神奈川県相模原市等と横浜都心部・南部を結ぶ役割も担っている。現在では全区間がIC乗車カード「Suica」の首都圏エリアに含まれている。
横浜駅 - 桜木町駅（初代横浜駅）間が、1872年に日本初の鉄道路線として開業したのに対して、磯子駅以西は1970年代の開業で、新杉田駅 - 本郷台駅間は新興住宅地の中を通る。
高架またはトンネルによって曲線の曲率半径は比較的大きめにとられている。全線にわたり踏切は存在しない。

### 案内・呼称
上記の通り、本路線は京浜東北線と一体した運行を行っているため「京浜東北・根岸線」（または「京浜東北線・根岸線」）と案内されることが多く、E233系1000番台（京浜東北線用車両）のLED表示器において、本路線内では下り（南行）電車や根岸線内のみの運行となる電車も含めて「京浜東北・根岸線」と表示され（逆に横浜駅以北の区間は根岸線に直通する南行電車であっても「京浜東北線」単独表示となる）、横浜駅を出発した下り電車の車内自動放送についても京浜東北線区間は終了しているが「この電車は、京浜東北・根岸線 各駅停車 大船行きです。」などと案内される。また、横浜駅発着の定期列車がないため、本路線も含めた大宮 - 大船間で「京浜東北線」とする場合もある。
逆に、横浜線直通電車については京浜東北線区間である東神奈川 - 横浜間も含めて「根岸線」の名称が単独で使われ、E233系6000番台（横浜線用車両）のLED表示器においては、東神奈川駅を出発した時点で桜木町駅発着電車も含めて「根岸線」単独表示となる。横浜駅を出発した下り電車の車内自動放送についても磯子駅・大船駅発着電車については「この電車は、根岸線 大船行きです。」などとなる。なお、駅構内の乗場案内は下り大船方面はすべての駅で、上り横浜方面は一部の駅で「■根岸線」と単独で案内され、東海道線をはじめとする各線における横浜駅到着時の自動放送では京浜東北線と根岸線はそれぞれ案内される。

## 歴史
横浜駅 - 桜木町駅間は、1872年に開業した日本の鉄道の発祥区間である新橋駅 - 横浜駅（桜木町駅が当時の横浜駅）間の一部で、東海道本線に属していたが、日本鉄道建設公団により仮称桜大線（おうだいせん、ランクは主要幹線〈C線〉）として建設されていた桜木町 - 磯子 - 大船間のうち、桜木町駅 - 磯子駅間が開業した1964年に横浜駅を境に根岸線とされた。その後、1970年に洋光台駅、1973年に大船駅まで全通した。そのため、根岸線のうち桜木町駅 - 大船駅間の鉄道施設は、かつては日本鉄道建設公団およびその業務を承継した鉄道建設・運輸施設整備支援機構（鉄道・運輸機構）が保有しており、国鉄およびJR東日本は貸付料を支払っていたが、2014年までに貸付料の支払いが終了し、この区間の鉄道施設はJR東日本に有償で譲渡された。

### 明治 - 昭和前期
- 1872年6月12日（明治5年5月7日）：品川駅 - 横浜駅間が開業。横浜駅（初代、現在の桜木町駅）開業。
- 1873年（明治6年）9月15日：貨物営業開始。
- 1887年（明治20年）7月11日：横浜駅 - 程ヶ谷駅（現在の保土ケ谷駅） - 国府津駅間が延伸開業（横浜駅でスイッチバック）。
- 1898年（明治31年）8月1日：神奈川駅 - 程ヶ谷駅間の横浜駅を経由しない短絡線が開業。神奈川駅 - 横浜駅間・程ヶ谷駅 - 横浜駅間が支線となる。
- 1907年（明治40年）11月1日：区間統合され、神奈川駅 - 横浜駅 - 程ヶ谷駅間に表示変更。
- 1909年（明治42年）10月12日：線路名称設定により、神奈川駅 - 横浜駅 - 程ヶ谷駅間（4.2M≒6.76km）が東海道本線支線となる。
- 1914年（大正3年）12月20日：神奈川駅 - 横浜駅間に高島町駅が開業。神奈川駅 - 高島町駅間が電化され、京浜線で電車運転開始。
- 1915年（大正4年）
  - 8月15日：横浜駅（2代目）が開業し、高島町駅は同駅京浜線ホームとなる。支線の起点が神奈川駅から横浜駅に変更（0.7M≒1.13km短縮）。横浜駅（初代）が桜木町駅に改称。桜木町駅 - 程ヶ谷駅間（2.5M≒4.02km）が廃止。
  - 12月30日：横浜駅 - 桜木町駅間が電化され京浜線の運転区間延長。同区間の貨物営業廃止。
- 1928年（昭和3年）10月15日：横浜駅移転（3代目、改キロなし）。この時、横浜駅には京浜線のホームが完成していなかったため、従来線の新・横浜駅東口前に横浜駅に仮ホームを設置し、旧横浜駅京浜線ホームは高島口乗降場として残された。
- 1930年（昭和5年）
  - 1月26日：新・横浜駅に京浜線ホームを設置、横浜駅 - 桜木町駅間経路変更。高島口乗降場閉鎖。
  - 4月1日：マイル表示からメートル表示に変更（横浜駅 - 桜木町駅間 1.0M→2.0km、このとき横浜駅移転分の営業キロを修正）。
- 1937年（昭和12年）：鉄道敷設法の別表に桜木町駅 - 北鎌倉駅間の鉄道路線延長が明記（第52号ノ2）[5]。
- 1951年（昭和26年）4月24日：桜木町駅構内で列車火災事故（桜木町事故）が発生。
- 1956年（昭和31年）10月17日：国鉄根岸線建設並びに磯子・杉田地先埋立に地元漁協が反対、国鉄に陳情[6][7]。
- 1957年（昭和32年）4月3日：桜木町駅 - 大船駅間の「桜大線」が鉄道建設審議会[8]で即時着工線として承認[5][6]。
- 1959年（昭和34年）
  - 1月14日：扇町公園[9]（横浜市中区）の広場にて根岸線着工修祓式及び祝賀会を挙行[10][11]。
  - 5月23日：根岸線の建設工事に着工[6]。

### 昭和後期（根岸線開業）以降

#### 部分開業時
- 1964年（昭和39年）
  - 5月19日：桜木町駅 - 磯子駅間 (7.5km) が延伸開業[新聞 1][6]。横浜駅 - 桜木町駅 - 磯子駅間が根岸線となる。関内駅・石川町駅・山手駅・根岸駅・磯子駅が開業。
  - 6月1日：高島線全通により桜木町駅 - 磯子駅間で貨物営業が開始。
- 1965年（昭和40年）
  - 2月：根岸湾漁協が、根岸湾埋立記念碑を根岸駅前に建立[6][7]。根岸線建設についても記す。
  - 10月：103系運用開始。
- 1966年（昭和41年）8月9日：根岸線第2期工事（磯子 - 大船間）が許可[6]。
- 1970年（昭和45年）
  - 3月17日：磯子駅 - 洋光台駅間 (4.6km) 延伸開業[新聞 1][6]。新杉田駅・洋光台駅が開業。
  - 5月20日：新杉田駅 - 洋光台駅間で土砂崩れが発生。103系電車が土砂に乗り上げて脱線、重軽傷者2名、2両が廃車。翌々日に復旧[12]。

#### 全通以降
- 1973年（昭和48年）
  - 4月9日：洋光台駅 - 大船駅間 (8.0km) が延伸開業し全通[新聞 1][13]。港南台駅・本郷台駅が開業。
  - 10月1日：磯子駅 - 大船駅間で貨物営業が開始。
- 1984年（昭和59年）
  - 1月29日：ATCが導入。
  - 2月1日：磯子駅 - 大船駅間の貨物営業が廃止。
- 1987年（昭和62年）4月1日：国鉄分割民営化により東日本旅客鉄道が承継。日本貨物鉄道が全線の第二種鉄道事業者となる（磯子駅 - 大船駅間の貨物営業を再開）。
- 1988年（昭和63年）9月22日：205系が運用開始（横浜線からの乗り入れ列車）。
- 1992年（平成4年）3月：209系試作車（901系）が運用開始。
- 1993年（平成5年）3月：209系量産車が運用開始。
- 1998年（平成10年）7月4日[報道 1][14]：東京圏輸送管理システム (ATOS) 使用開始。
- 2007年（平成19年）12月22日：E233系が運用開始[新聞 2]。
- 2008年（平成20年）3月15日：横浜線内から横須賀線逗子駅までの直通運転が廃止。
- 2009年（平成21年）
  - 7月1日：貸付期間経過に伴い、桜木町駅 - 磯子駅間が鉄道・運輸機構からJR東日本に譲渡[3]。
  - 8月14日：横浜駅 - 大船駅間で D-ATCが導入。
- 2010年（平成22年）
  - 3月17日：貸付期間経過に伴い、磯子駅 - 洋光台間駅が鉄道・運輸機構からJR東日本に譲渡[3]。
  - 4月19日：女性専用車が導入[報道 2]。
- 2013年（平成24年）4月9日：貸付期間経過に伴い、洋光台駅 - 大船駅間が鉄道・運輸機構からJR東日本に譲渡[4]。
- 2026年（令和8年）7月1日（予定）：支社制から事業本部制への再編に伴い、横浜支社の管轄から横浜事業本部の管轄に変更[報道 3]。

### 並行鉄軌道の動き
- 1904年（明治37年）7月15日：路面電車の横浜電気鉄道（1921年（大正10年）に市営化）、神奈川停留所 - 大江橋駅（のちの桜木町駅前）が開業（同社初の営業路線）。横浜市電の路線網整備が開始。
- 1905年（明治38年）7月24日：横浜電気鉄道の大江橋駅 - 元町駅間が開業（のちの桜木町駅 - 石川町駅間に相当）。
- 1925年（大正14年）12月5日：横浜市電気局（横浜市電）杉田線八幡橋駅（根岸駅西側） - 聖天橋駅（新杉田駅東側）が開業。横浜市中心部と磯子・杉田地区が路面電車で直結。尾上町駅（関内駅東側） - 八幡橋駅間は現在の根岸線より西側の別ルートで営業。
- 1928年（昭和3年）5月18日：東京横浜電鉄の神奈川駅 - 高島駅（のちの高島町駅）間が開業。
- 1932年（昭和7年）3月31日：東京横浜電鉄の高島町駅 - 桜木町駅間が開業。
- 1970年（昭和45年）7月1日：横浜市電本牧線廃止により、根岸線と並行する区間の市電が全廃。
- 1976年（昭和51年）9月4日：横浜市営地下鉄（現在のブルーライン）伊勢佐木長者町駅 - 横浜駅間延長開業。横浜駅 - 関内駅間で根岸線と並行。
- 2004年（平成16年）
  - 1月31日：東急東横線横浜駅 - 桜木町駅間が廃止。
  - 2月1日：横浜高速鉄道みなとみらい線横浜駅 - 元町・中華街駅間が開業（東急東横線と相互直通運転）。根岸線の横浜駅 - 石川町駅間の北側（海側）で営業運転。

## 運行形態
建設計画時は根岸・磯子・杉田など根岸湾沿岸の工業地区のための貨物輸送が主な目的とされていたが、実際には沿線人口の急増もあって、旅客列車中心のダイヤ編成となっている。

### 旅客列車
朝の磯子駅7時10分発大船行き（平日に1本のみ）と夜の大船駅0時09分発磯子行き最終電車（毎日運行）を除いて、全ての電車が京浜東北線または横浜線と直通運転している。
保安装置は、開業当初はATSであったが、直通運転を行う京浜東北線のATC導入区間延長に伴い横浜駅 - 桜木町駅間はATCとなった。桜木町駅 - 大船駅間は貨物列車が運行されているため、ATC・ATS-S併設となっていたが、2009年8月14日、デジタルATC（D-ATC）を京浜東北線と同時に導入した。なお、桜木町駅 - 大船駅間は貨物列車牽引の機関車など、デジタルATC非対応車が残るため、ATS-Sはそのまま存続させている。

#### 京浜東北線直通電車

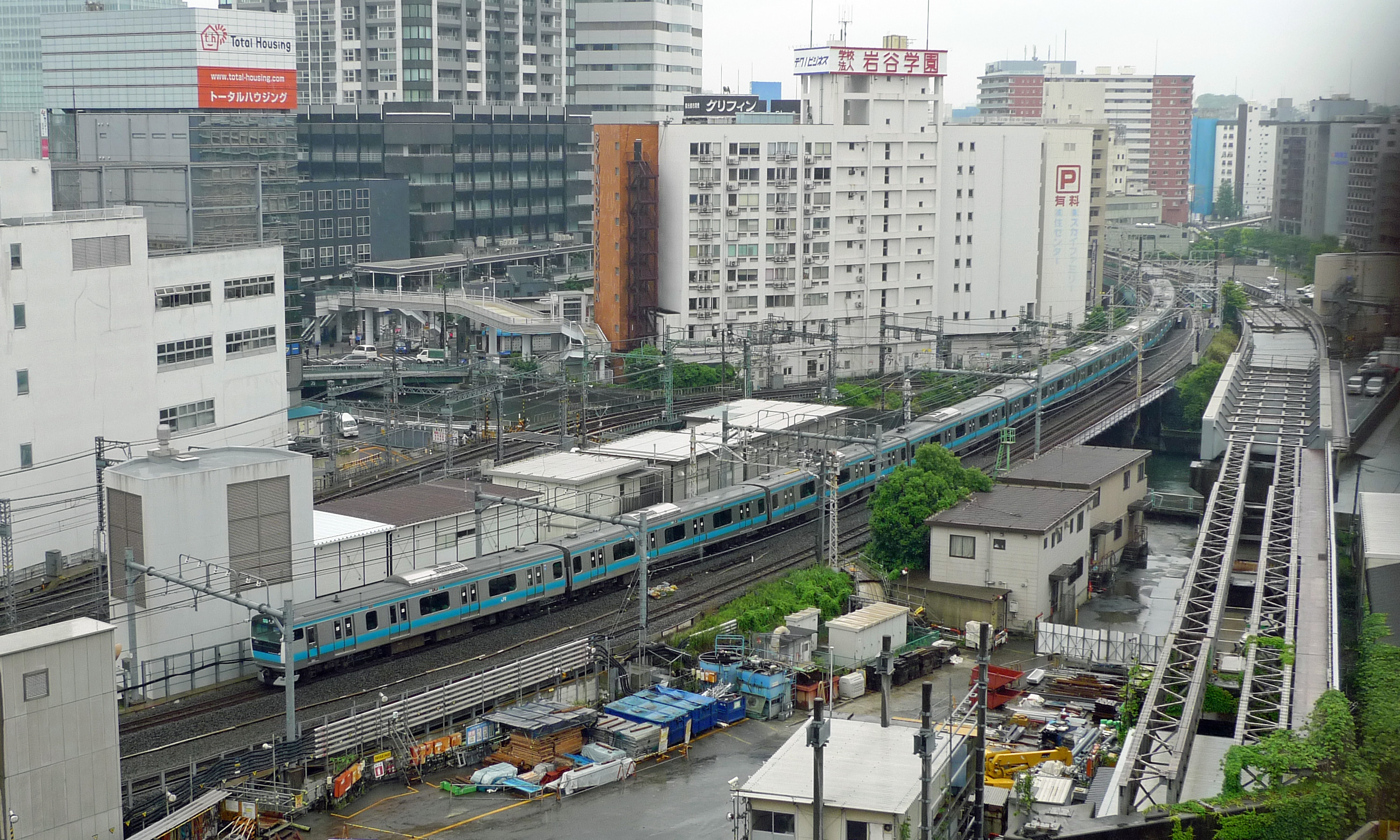
横浜駅を出発する京浜東北線からの直通電車

京浜東北線とは一体的な運行が行われ、桜木町駅・磯子駅・大船駅で折り返しが行われる。日中時間帯においては約5 - 10分間隔での運転となっている。旅客列車の運転間隔が広がる部分があるのは、桜木町駅 - 根岸駅間で後述する貨物列車が盛んに運行されているためであり、この部分では貨物列車の通過を挟んで10分間隔となっている。
京浜東北線の大宮方面直通・横浜線の八王子方面直通とも、快速電車が運行されているが、根岸線内は各駅に停車する。
2010年（平成22年）4月19日より、平日朝の一部時間帯の大宮方面行き電車の3号車が女性専用車となった。
2030年頃までにワンマン運転の実施が予定されている。

#### 横浜線直通電車
東神奈川駅より京浜東北線経由で横浜線からの直通電車が運転されている。かつては磯子駅・大船駅までの運行が中心であったが、京浜東北線の増発に伴い、現在では日中は桜木町駅折り返しが基本となっており、朝夕のラッシュ時の一部電車が磯子駅・大船駅まで運行される程度である。平日は朝6時台（桜木町駅折り返し）と7時台から夜19時台（大船発最終は21時台後半。）の運行である。また大船駅発着の電車の一部は、車両が所属する鎌倉車両センターへの入出庫を兼ねている。土曜・休日には、横浜線から根岸線を経由して横須賀線の逗子駅まで直通する電車が横浜線内快速・各駅停車あわせて2往復あったが、2007年3月18日のダイヤ改正で横浜線内快速の電車1往復のみが残り、2008年3月15日のダイヤ改正で湘南新宿ラインの増発に伴いすべて廃止となった。
なお、京浜東北線とは異なり、女性専用車は導入されていない。
2026年春よりワンマン運転の実施が予定されている。

#### 臨時列車

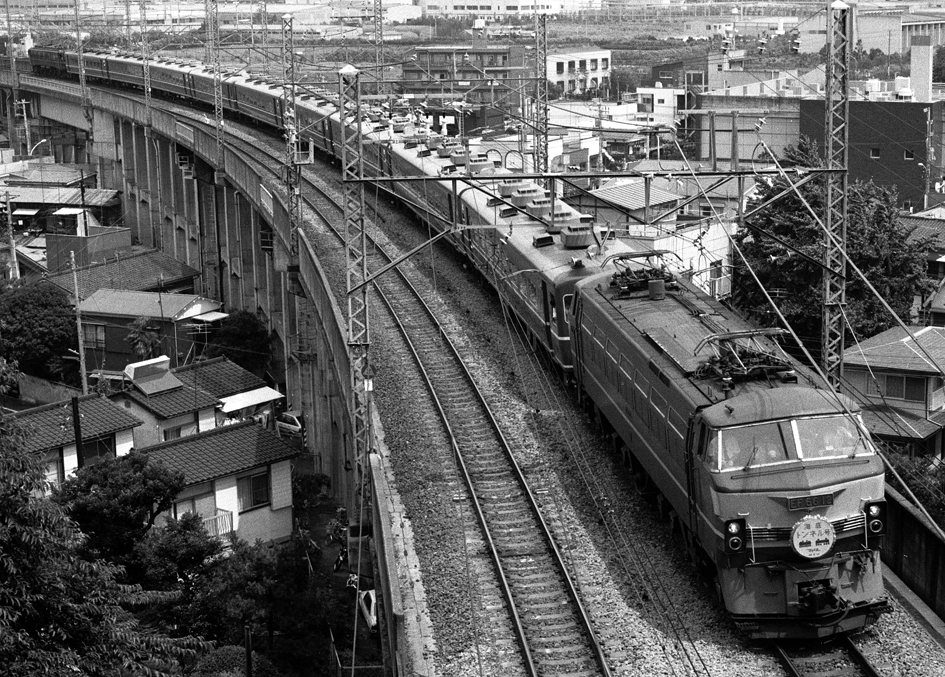
EF66 12けん引「海底トンネル号」（1984年8月22日 新杉田駅付近）

横浜線経由で横浜駅と甲府・松本方面を結ぶ臨時特急「はまかいじ」が運転されていた。かつては横浜駅発着列車（1号・4号）に加え、1999年から根岸線磯子駅から松本駅までを結ぶ2号・3号（車両は189系）が設定されていた。この列車は2001年から根岸線・横須賀線を経由して鎌倉駅まで延長運転されたが、乗車率低迷のため2002年を最後に運転は休止された。なお、その後も運転されていた横浜駅発着の「はまかいじ」は横浜駅では京浜東北・根岸線ホームに発着し、往路は品川駅から品鶴線・高島線経由磯子駅折り返しで回送され、復路は逗子駅で折り返し横須賀線経由で品川駅へ回送されていた。
「はまかいじ」以前にも根岸線 - 中央本線直通の臨時列車が運行された実績がある。
- 急行「白馬山麓スキー号」（1988年・1989年冬 逗子駅 - 南小谷駅・信濃森上駅間）
- 快速「ホリデー快速やまなし号」（1992年秋 大船駅 - 甲府駅間）
- 快速「ホリデー快速やまなしピクニック号」（1993年ゴールデンウイーク 大船駅 - 甲府駅間）

いずれも165系が使用され、ATCの関係から根岸線内と横浜線の東神奈川駅 - 橋本駅間ではクモヤ143を連結して走行した。
2009年夏には、横浜港開港150周年を記念して「横浜・神奈川デスティネーションキャンペーン」が行われ、根岸線を経由して横須賀線に直通する臨時列車が運転された。
2023年10月には、根岸線・武蔵野線の開業50周年を記念して、高島線・武蔵野線経由で磯子駅 - 西船橋駅間に185系による団体臨時列車が運行された。

### 貨物列車

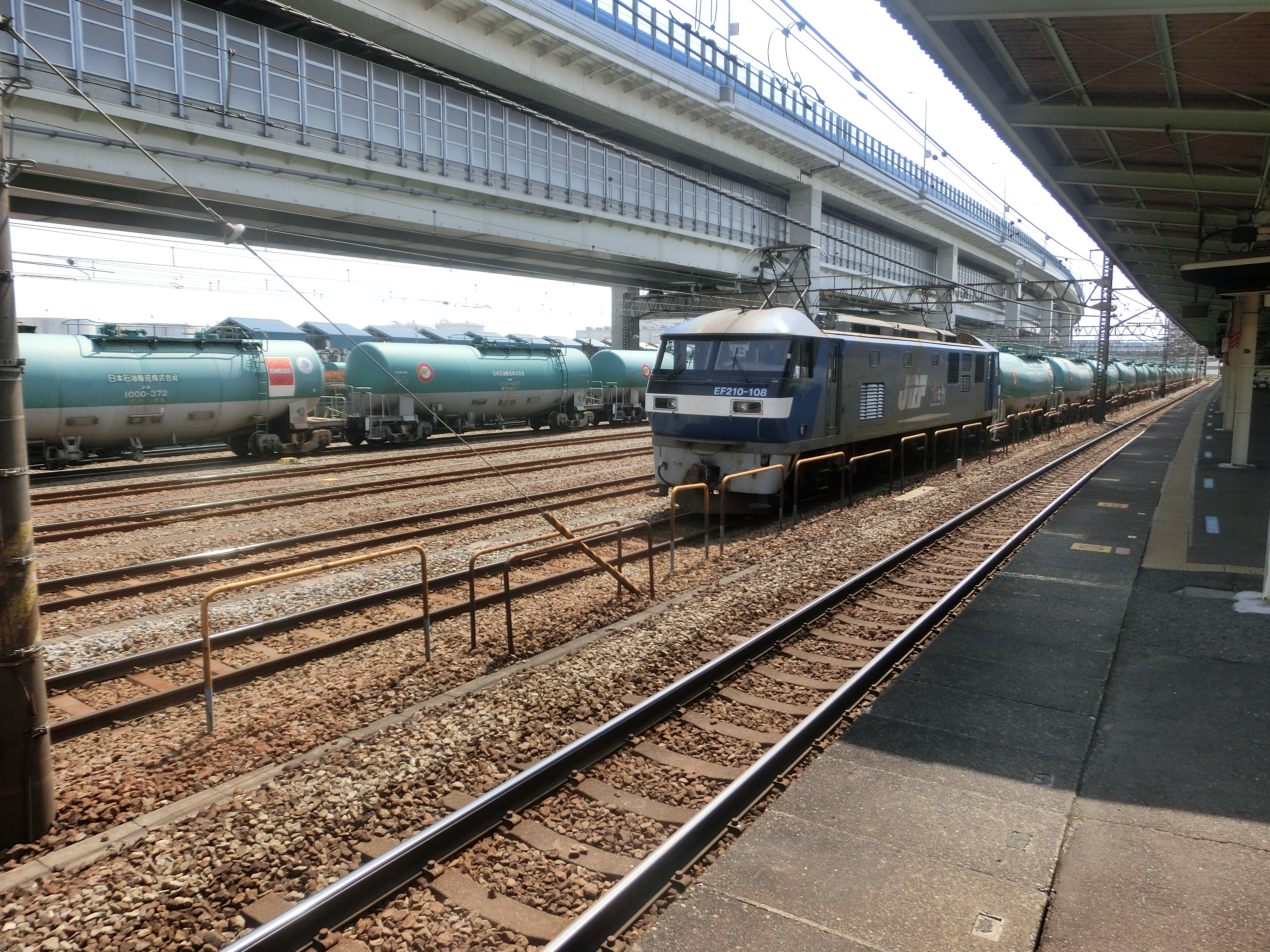
貨物列車（根岸駅）

桜木町駅 - 大船駅間では日本貨物鉄道（JR貨物）による貨物列車が運行されている。桜木町駅では貨物専用線の高島線、大船駅では東海道貨物線に接続し、根岸駅からは神奈川臨海鉄道本牧線が分岐している。根岸線内では電気機関車による牽引となっている。
2020年3月改正時点では、定期貨物列車の運行区間は桜木町駅 - 根岸駅間である。根岸駅に隣接するENEOS根岸製油所にて精製された石油類を輸送するタンク車列車が中心であり、定期列車が12往復、臨時列車が下り8本・上り6本設定されている。発送先は、東海道貨物線川崎貨物駅、中央本線八王子駅・竜王駅、しなの鉄道線坂城駅、高崎線倉賀野駅、東北本線宇都宮貨物ターミナル駅である。このほか、根岸駅から分岐する神奈川臨海鉄道本牧線横浜本牧駅発着のコンテナ列車が、東京貨物ターミナル駅まで1日1往復運行されている。また、総合車両製作所（旧・東急車輛製造）で製造された鉄道車両の甲種輸送列車が、横須賀線逗子駅から当路線を経由して不定期に運行されることがある。
なお2011年3月11日の東日本大震災発生直後には、被災地となった東北地方太平洋側の地域に向けて、根岸駅から臨時の石油輸送列車が当路線を経由して運行された。この地震で東北本線が不通となっていたため、郡山駅へは磐越西線経由で、盛岡貨物ターミナル駅へは奥羽本線・青い森鉄道線・いわて銀河鉄道線経由での運行となった。運行期間は同年3月18日から4月19日までの約1か月間であった。

## 車両

### 現在の旅客列車の使用車両
片側4扉の通勤型電車が用いられている。
- 京浜東北線用電車 - スカイブルー（■）の帯を巻いた10両編成。所属はさいたま車両センター。
  - E233系1000番台（2007年12月22日[新聞 2] - ）
    - 詳細は「京浜東北線#使用車両」を参照。
- 横浜線用電車 - ウグイス色と緑（■■）の帯を巻いた8両編成。所属は鎌倉車両センター。
  - E233系6000番台（2014年2月16日 - ）
    - 2014年2月[新聞 3]より205系の置き換えとして横浜線に投入され、直通運転に伴い使用開始[報道 4]。
    - 詳細は「横浜線#現在の使用車両」を参照。

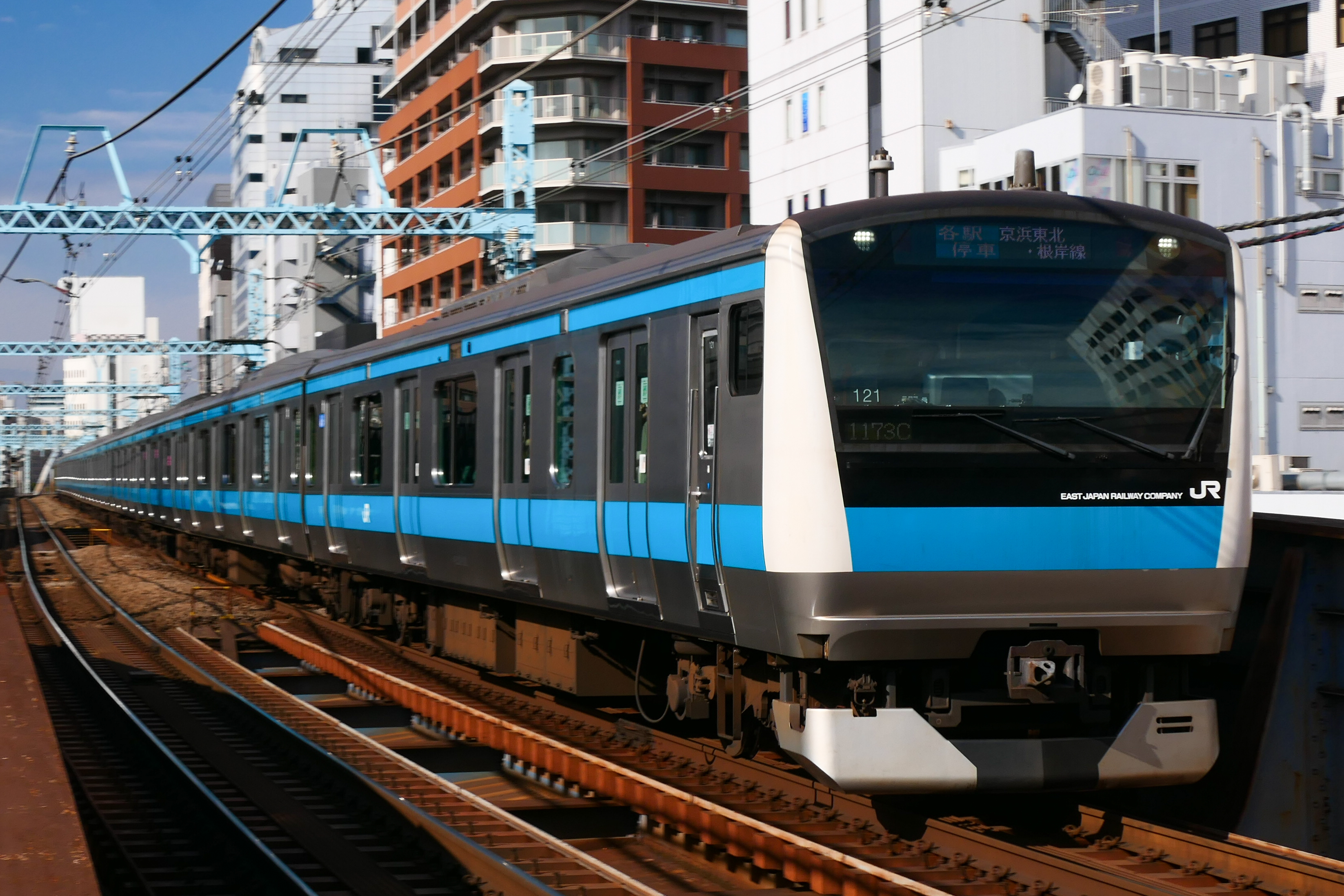
E233系1000番台
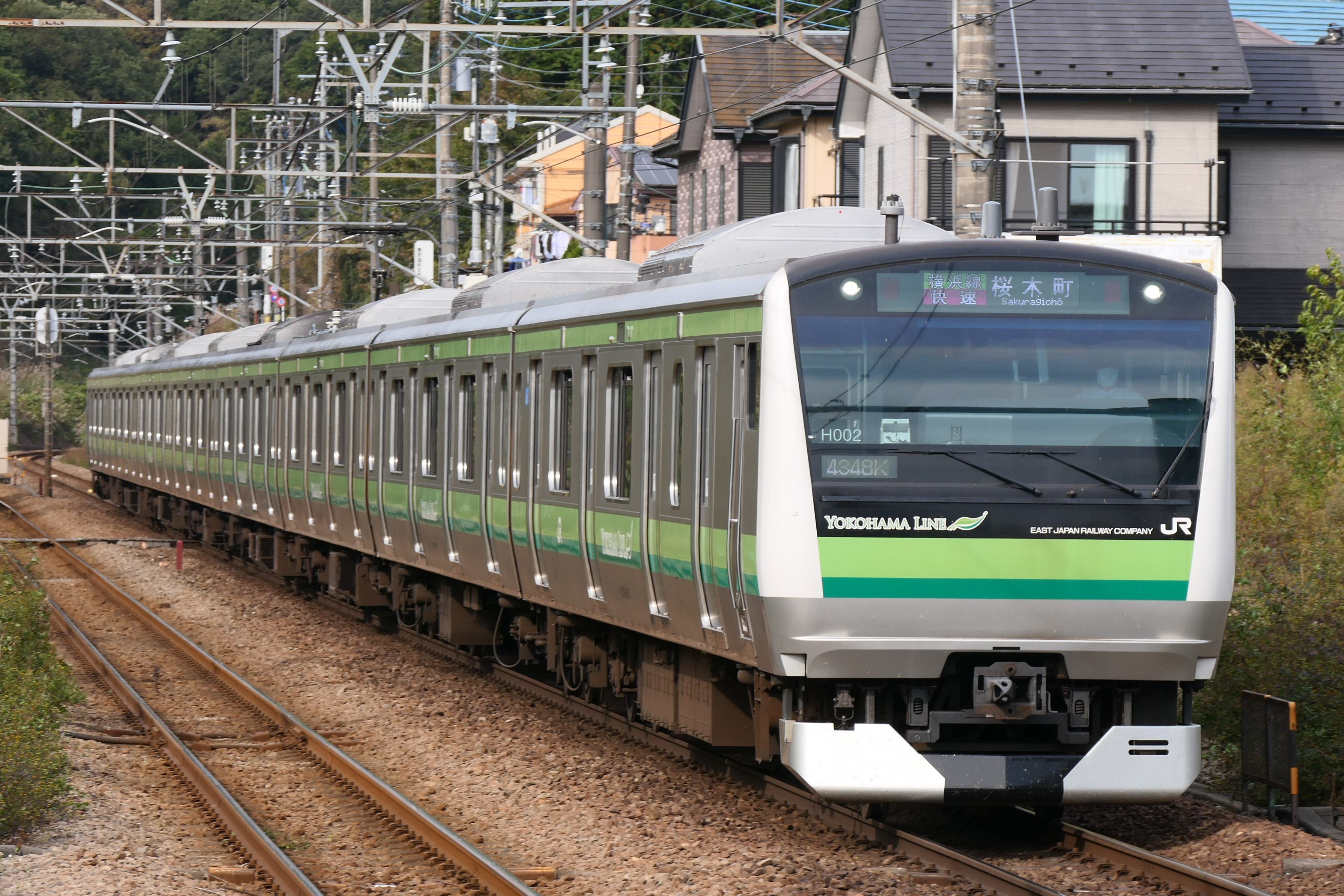
E233系6000番台

### 過去の旅客列車の使用車両
- 京浜東北線用電車
  - 209系 （1992年3月 - 2010年1月24日）
  - 205系 （1989年10月26日 - 1996年2月1日）
  - 103系 （1965年10月 - 1998年3月）
  - 101系 （1969年4月1日 - 1978年3月）
  - 72系 （ - 1971年4月19日）
- 横浜線用電車
  - 205系（1988年9月22日 - 2014年8月23日）
  - 103系 （1972年10月2日 - 1989年2月26日）
  - 72系 （ - 1979年9月30日）

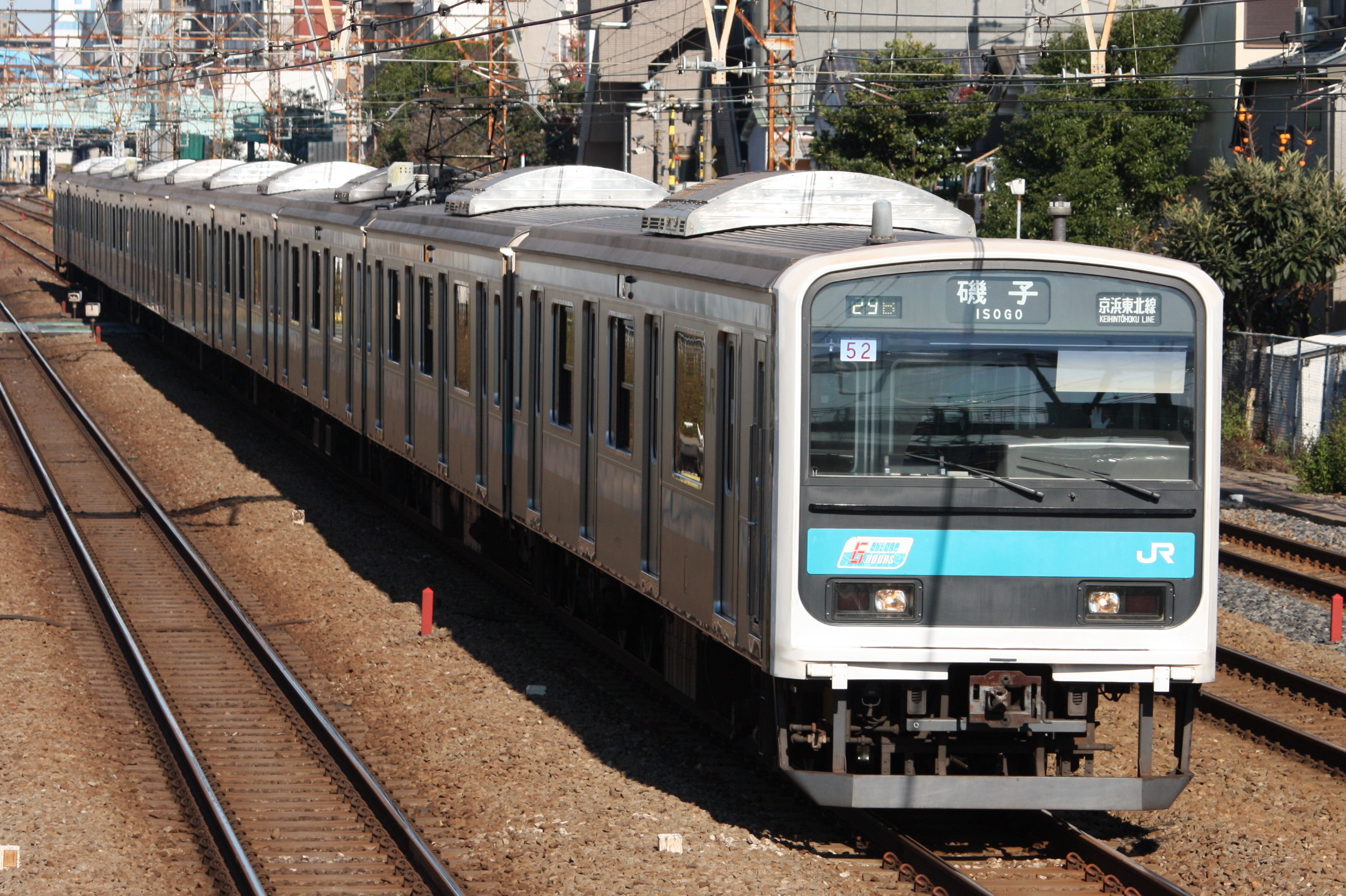
209系
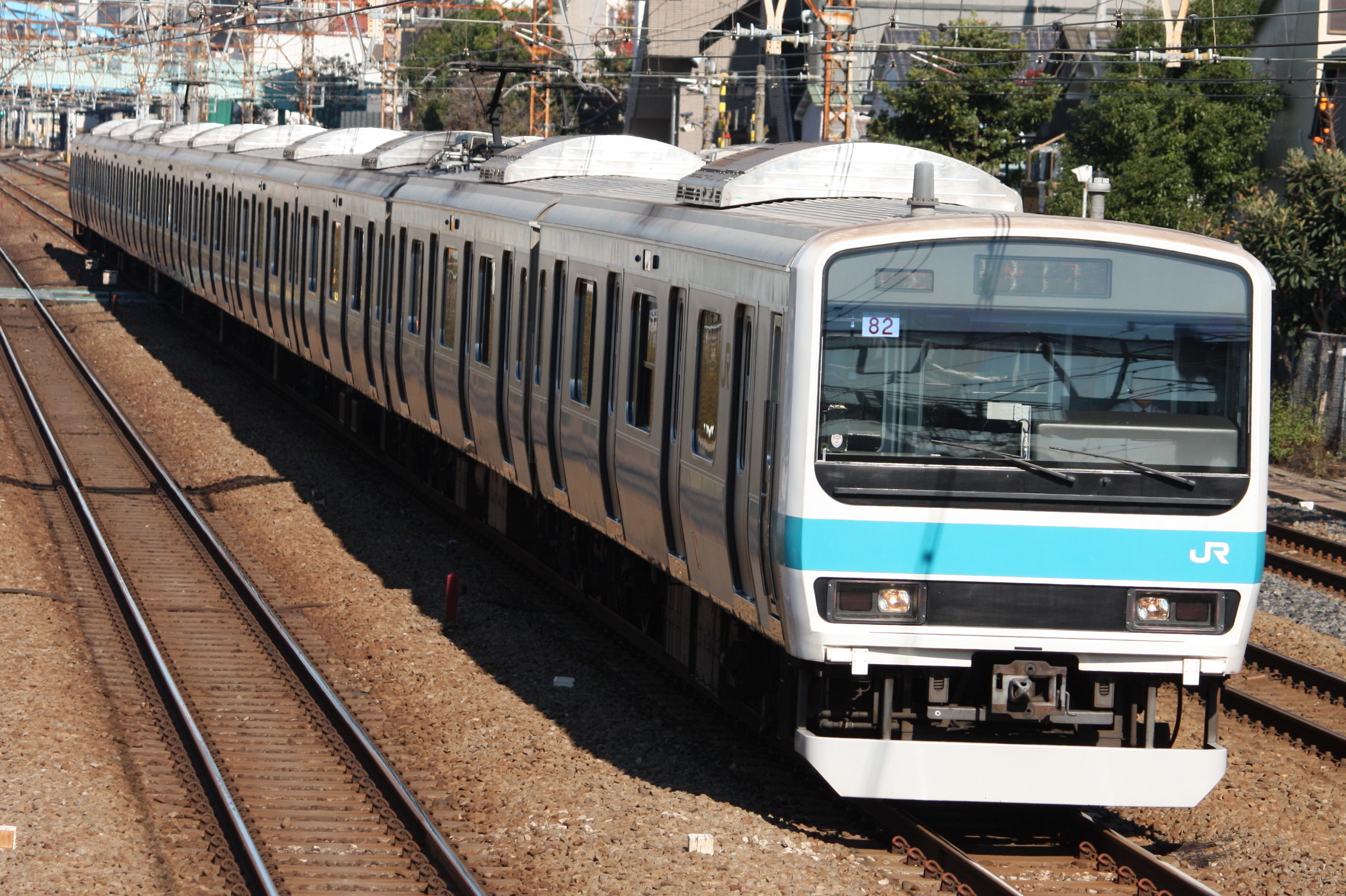
209系500番台
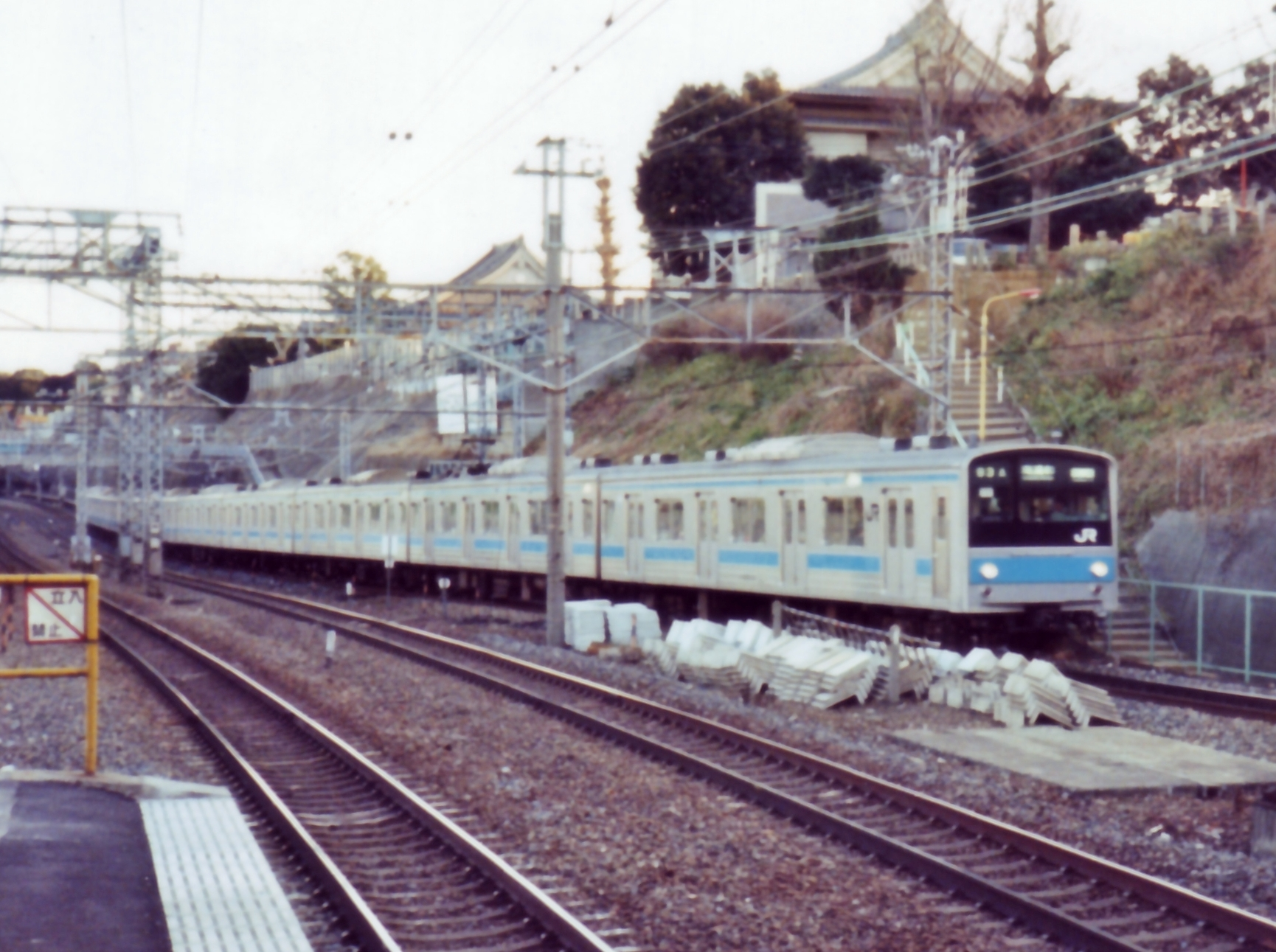
205系（京浜東北線用）
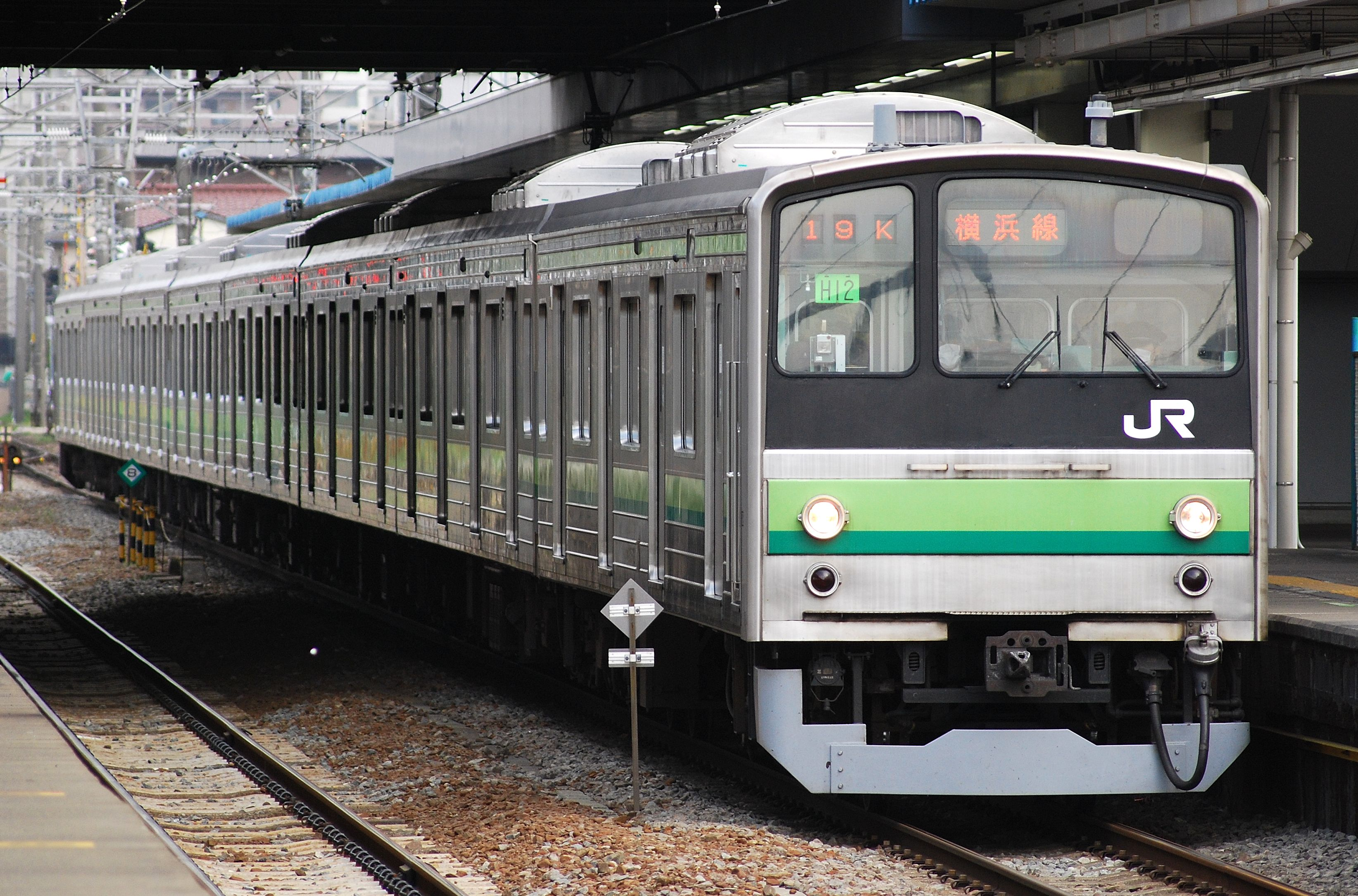
205系（横浜線用 LED行先表示車）
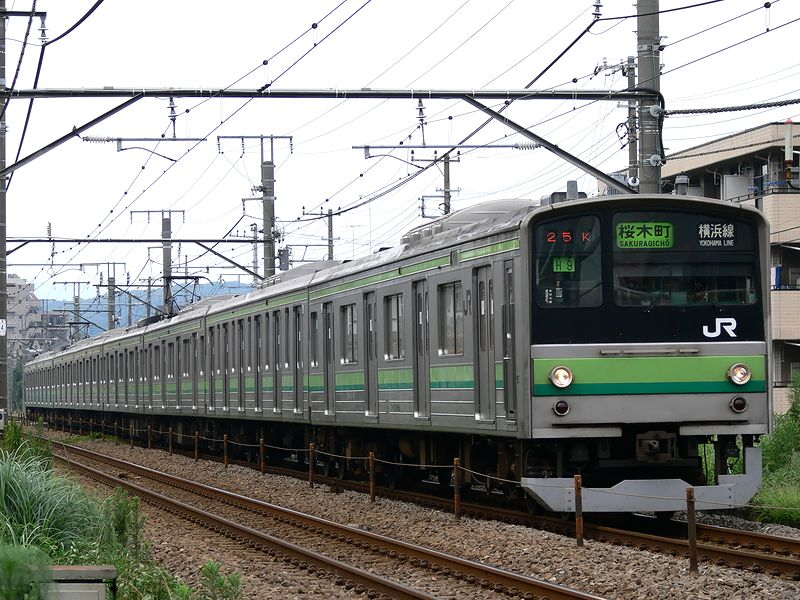
205系（横浜線用 幕式行先表示車）

### 現在の貨物列車の使用車両
定期貨物列車は桜木町駅 - 根岸駅間で乗り入れており、コンテナ車編成列車は最大20両編成、石油輸送用タンク車編成列車は最大28両編成に組成される。また、甲種輸送列車は桜木町駅 - 大船駅間で乗り入れている。
- 電気機関車[16]
  - EF65形（新鶴見機関区所属機）
  - EH200形（高崎機関区所属機）
  - EF210形（吹田機関区・岡山機関区・新鶴見機関区所属機）
- 貨車
  - コキ100系（海上コンテナ輸送に対応）
  - タキ1000形（95km/h運転の高速貨物列車に対応）
  - タキ43000・44000形

甲種輸送列車はかつて電気機関車が牽引していたが、逗子駅 - 神武寺駅間の総合車両製造所専用鉄道（非電化区間）への通し運転のため、2023年3月ダイヤ改正時点ではDD200形（愛知機関区所属機・新鶴見機関区常駐）が充当されている。ただし非電化区間へ乗り入れない根岸駅発着（横浜本牧駅へ継走）の甲種輸送列車については引き続き電気機関車で行っている。

## 沿線概況
以下に根岸線の線路および沿線の概況について記す。
横浜駅 - 桜木町駅間は、旧横浜駅の移転によって東海道本線の支線となっていたが、磯子駅までの開業に際し根岸線に編入された区間である。根岸線は横浜駅の3・4番線ホームに発着し、線路は東京方面の京浜東北線に繋がっている。横浜駅を出ると東海道線・横須賀線・湘南新宿ラインと分かれて左にカーブし、すぐに海側に向かって進路を変える。京急本線を跨ぎ、右手には2004年（平成16年）に廃止された東急東横線の横浜駅 - 高島町駅 - 桜木町駅間の廃線跡が並行する。旧高島町駅のホームは現在も一部が残っている。また石川町駅までは首都高速神奈川1号横羽線とも並行する。まもなく海側より東海道本線貨物支線である高島線が高島トンネルから現れ、同線と合流すると、初代横浜駅であった桜木町駅に至る。かつては近隣に三菱重工業横浜造船所があったが、現在はその跡地が横浜みなとみらい21地区へと変貌を遂げ、横浜市の新しい中心街となっている。そして桜木町駅は主に横浜線直通列車の始発駅となっている。
横浜市・神奈川県の官公庁街であり、江戸時代末期の開港以来の港町でもある桜木町駅 - 石川町駅間は、かつての派大岡川に沿った高架橋となっており、関内駅の一部や付近の橋脚は川の上に建てられていた部分もあった。現在は完全に埋め立てられ首都高速横羽線となっているが、今も橋脚に往年の姿を伺うことができる。横浜スタジアム横を過ぎると石川町駅へ。同駅は横浜中華街や元町に近く、首都高速石川町ジャンクションが直上にある。石川町駅を過ぎるとトンネルで台地を抜ける。分割民営化まで駅構内広告の無い駅としても知られた山手駅を経て、再びトンネルを抜けると右にカーブして首都高速湾岸線と並行して根岸駅に至る。同駅では貨物線である神奈川臨海鉄道本牧線と接続し、横浜港・本牧ふ頭に接続する横浜本牧駅方面からのコンテナ貨物のほか、根岸駅に隣接するENEOS根岸製油所からの石油類を運搬する貨物列車の拠点駅である。根岸駅を出ると、横浜の発展に貢献した堀割川を渡って横浜市民ヨットハーバーの脇を通り、さらに臨海工業地帯に沿って走行し磯子駅へと至る。以前は日清オイリオ横浜磯子事業場への引込線跡もあった。
磯子駅を出ると高架に上がり、金沢シーサイドラインが接続する新杉田駅へ至る。京急本線の杉田駅とは約400mの距離である。新杉田駅を過ぎると首都高速湾岸線・金沢シーサイドラインと分かれて右にカーブし西へと進路を変えて、台地をトンネルで抜け、トンネルの合間で京急本線を跨ぐ。掘割の中にある洋光台駅、そして横浜横須賀道路を跨いで同じく掘割にある港南台駅へと向かう。両駅の周辺は駅開業にあわせて開発が進められた典型的なニュータウンで、高層住宅が立ち並んでいる。この両駅の間で武蔵国と相模国の旧国境を越える。さらにトンネルを抜けると本郷台駅で、ここには早朝の大船駅からの始発電車を収容する電留線がある。本郷台駅を過ぎると東海道貨物線への連絡線が分岐し、まもなく右手に横須賀線・東海道線・東海道貨物線の三複線が近づき1kmほど並行すると、終点の大船駅に至る。

## 問題
石川町駅から徒歩圏内の横浜市中区山手に高校が4校あり（詳細は「山手 (横浜市)#その他」を参照）、この4校の生徒が深刻な痴漢被害に悩まされている。横浜女学院中学校・高等学校では、学校側に報告があるだけで毎年約10件の被害が出ており、スカートを切られるケースもある。
前述の京浜東北線直通大宮方面行き電車は、2010年4月19日より、平日午前7時半 - 9時半に品川駅に到着する電車の大船寄り3号車が女性専用車に設定されているが、通学者の利用が最も多い大船方面行き電車には女性専用車は設置されておらず、横浜女学院は注意点や対処法を指導しているものの被害が減らないため、2013年には同校生徒会の発案と他3校の賛同で、大船方面行き電車への女性専用車の設置を求める共同署名運動が行われ、15,669人分の署名が集まり、JR東日本横浜支社に嘆願書が提出されたが、2021年10月時点で設置には至っていない。

## データ

### 路線データ
- 管轄・路線距離（営業キロ）
  - 東日本旅客鉄道（第一種鉄道事業者）
    - 横浜駅 - 磯子駅 - 大船駅：22.1km

  - 日本貨物鉄道（第二種鉄道事業者）
    - 桜木町駅 - 大船駅：20.1km
- 建設主体：日本鉄道建設公団（現 独立行政法人 鉄道建設・運輸施設整備支援機構）
- 駅数：12（起終点駅含む）
  - 根岸線所属駅に限定した場合、東海道本線所属の横浜駅および大船駅[21]を除外した10駅となる。
- 軌間：1,067mm
- 複線区間：全線
- 電化区間：全線（直流1,500V）
- 閉塞方式
  - 横浜駅 - 大船駅間（旅客列車）
列車間の間隔を確保する装置（鉄道に関する技術上の基準を定める省令の解釈基準第54条第2項第2号に規定される、一段ブレーキ制御方式の自動列車制御装置）による方法[注釈 10]
  - 桜木町駅 - 大船駅間（貨物列車） ：自動閉塞式
- 保安装置
  - 横浜駅 - 桜木町駅間 ：D-ATC
  - 桜木町駅 - 大船駅間 ：D-ATCまたはATS-P
- 最高速度
  - 横浜駅 - 桜木町駅間：90km/h
  - 桜木町駅 - 大船駅間：95km/h
- 運転指令所：東京総合指令室
  - 準運転取扱駅（入換時は駅が信号を制御）：桜木町駅・根岸駅・磯子駅・本郷台駅・大船駅
- 列車運行管理システム：東京圏輸送管理システム (ATOS)
- 2020年度の混雑率：68%（新杉田→磯子 7:15-8:15）[22]

全区間を横浜支社が管轄している。

## 駅一覧
- ◆：貨物取扱駅（定期貨物列車発着あり）、浜：特定都区市内制度における「横浜市内」エリアの駅
- 全電車各駅に停車する（臨時列車は除く）
- 接続路線 ： 東日本旅客鉄道の路線名は、貨物線を除き、運転系統上の名称（正式な路線名とは異なる）。駅名が異なる場合は⇒印で駅名を記す。
- 全駅神奈川県内に所在。
- 線路は全線複線
- 石川町駅については横浜中華街の最寄り駅であるため、駅名看板と車内モニターにおいては「石川町（元町・中華街）」と案内されている。

| 駅番号       | 駅名                         | 営業キロ     | 営業キロ     | 接続路線 | 所在地                                                               | 所在地                                                               |
| 駅番号       | 駅名                         | 駅間         | 累計         | 接続路線 | 所在地                                                               | 所在地                                                               |
| ------------ | ---------------------------- | ------------ | ------------ | --- | -------------------------------------------------------------------- | -------------------------------------------------------------------- |
| 直通運転区間 | 直通運転区間                 | 直通運転区間 | 直通運転区間 | 横浜駅から東神奈川駅経由 京浜東北線：大宮駅まで 横浜線：八王子駅まで | 横浜駅から東神奈川駅経由 京浜東北線：大宮駅まで 横浜線：八王子駅まで | 横浜駅から東神奈川駅経由 京浜東北線：大宮駅まで 横浜線：八王子駅まで |
| JK 12        | 横浜駅 浜                    | -            | 0.0          | 東日本旅客鉄道： 京浜東北線 (JK 12)〈直通運転〉・ 東海道線・■上野東京ライン (JT 05)・ 横須賀・総武快速線 (JO 13)・ 湘南新宿ライン (JS 13) 東急電鉄： 東横線 (TY21) 京浜急行電鉄： 本線 (KK37) 相模鉄道： 相鉄本線 (SO01) 横浜市営地下鉄： ブルーライン（3号線）(B20) 横浜高速鉄道： みなとみらい線 (MM01) | 横浜市                                                               | 西区                                                                 |
| JK 11        | 桜木町駅 浜                  | 2.0          | 2.0          | 横浜市営地下鉄： ブルーライン（3号線）(B18) 東日本旅客鉄道：東海道本線貨物支線（高島線） 泉陽興業：YOKOHAMA AIR CABIN | 横浜市                                                               | 中区                                                                 |
| JK 10        | 関内駅 浜                    | 1.0          | 3.0          | 横浜市営地下鉄： ブルーライン（1号線・3号線）(B17) | 横浜市                                                               | 中区                                                                 |
| JK 09        | 石川町駅 浜 （元町・中華街） | 0.8          | 3.8          | | 横浜市                                                               | 中区                                                                 |
| JK 08        | 山手駅 浜                    | 1.2          | 5.0          | | 横浜市                                                               | 中区                                                                 |
| JK 07        | 根岸駅 浜 ◆                  | 2.1          | 7.1          | 神奈川臨海鉄道：本牧線（貨物線） | 横浜市                                                               | 磯子区                                                               |
| JK 06        | 磯子駅 浜                    | 2.4          | 9.5          | | 横浜市                                                               | 磯子区                                                               |
| JK 05        | 新杉田駅 浜                  | 1.6          | 11.1         | 横浜シーサイドライン：■金沢シーサイドライン (1) 京浜急行電鉄： 本線 ⇒杉田駅 (KK46) | 横浜市                                                               | 磯子区                                                               |
| JK 04        | 洋光台駅 浜                  | 3.0          | 14.1         | | 横浜市                                                               | 磯子区                                                               |
| JK 03        | 港南台駅 浜                  | 1.9          | 16.0         | | 横浜市                                                               | 港南区                                                               |
| JK 02        | 本郷台駅 浜                  | 2.5          | 18.5         | | 横浜市                                                               | 栄区                                                                 |
| JK 01        | 大船駅                       | 3.6          | 22.1         | 東日本旅客鉄道： 東海道線・■上野東京ライン (JT 07)・ 横須賀・総武快速線 (JO 09)・ 湘南新宿ライン (JS 09)・東海道貨物線 湘南モノレール：■江の島線 (SMR1) | 鎌倉市                                                               | 鎌倉市                                                               |

2022年度の時点で、上記全駅がJR東日本自社による乗車人員集計の対象となっている。

### 過去の接続路線
- 桜木町駅：東急東横線（2004年2月1日廃止）

## 平均通過人員
各年度の平均通過人員（人/日）は以下のとおりである。
| 年度                   | 平均通過人員（人/日）   | 出典   |
| 年度                   | 横浜 - 大船（磯子経由） | 出典   |
| ---------------------- | ----------------------- | ------ |
| 2011年度（平成23年度） | 175,398                 | [ 24 ] |
| 2012年度（平成24年度） | 176,932                 | [ 24 ] |
| 2013年度（平成25年度） | 177,960                 | [ 24 ] |
| 2014年度（平成26年度） | 174,783                 | [ 24 ] |
| 2015年度（平成27年度） | 177,117                 | [ 24 ] |
| 2016年度（平成28年度） | 177,125                 | [ 25 ] |
| 2017年度（平成29年度） | 177,431                 | [ 25 ] |
| 2018年度（平成30年度） | 177,099                 | [ 25 ] |
| 2019年度（令和元年度） | 174,991                 | [ 25 ] |
| 2020年度（令和02年度） | 132,514                 | [ 25 ] |
| 2021年度（令和03年度） | 136,950                 | [ 26 ] |
| 2022年度（令和04年度） | 147,321                 | [ 26 ] |
| 2023年度（令和05年度） | 156,066                 | [ 27 ] |